# Dalea pogonathera
Dalea pogonathera är en ärtväxtart som beskrevs av Asa Gray. Dalea pogonathera ingår i släktet Dalea, och familjen ärtväxter.

## Underarter
Arten delas in i följande underarter:
- D. p. pogonathera
- D. p. walkerae